# Maison Dupont
La maison Dupont est une résidence rurale construite en pierres située au 351, rue Principale à Saint-Narcisse (Québec). La maison a été citée immeuble patrimonial en 2004.

## Histoire
La maison Dupont a été construite au cours de l'été 1871 par l'architecte entrepreneur Édouard Hamelin, le même entrepreneur qui construira l'église et le presbytère de Saint-Narcisse. La raison de la construction de cette maison est inconnue, mais il est possible qu'il voulait montrer son savoir-faire en maçonnerie en pierre, ou bien il s'en est servi comme modèle pour la construction du presbytère, édifice aujourd'hui disparu.
Elle est vendue en septembre 1871 à Horace Héroux, un étudiant en médecine. Elle passe ensuite entre plusieurs mains avant d'être achetée en 1897 par Moïse Dupont. Elle est restée ensuite propriété de la famille Dupont jusqu'à sa vente à la Municipalité de la paroisse de Saint-Narcisse en 1982.